# Ptychochromis
Ptychochromis là một chi cá trong họ Cichlidae. Chúng được tìm thấy trong các sông và hồ ở Madagascar, và một loài riêng biệt (P. grandidieri) cũng có thể sống trong nước lợ. Hầu hết các loài trong chi này đều bị đe dọa tuyệt chủng, và P. onilahy có thể tuyệt chủng. Most reach a length of 12–15 xentimét (4,7–5,9 in), but P. grandidieri reaches about 21,5 xentimét (8,5 in).

## Các loài
Trừ loài P. grandidieri và P. oligacanthus, tất cả các loài còn lại trong chi này chỉ được miêu tả khoa học sau năm 2000. Ngoài ra, người ta cũng đề xuất rằng các loài cá cichlid ở phía đông vùng Anosy nằm xa về đông nam Madagascar thực tế có 2 loài chưa được miêu tả là Ptychochromis sp. nov. "Tarantsy" và Ptychochromis sp. nov. "Manampanihy".
- Ptychochromis curvidens
- Ptychochromis ernestmagnusi
- Ptychochromis grandidieri
- Ptychochromis inornatus
- Ptychochromis insolitus
- Ptychochromis loisellei
- Ptychochromis makira
- Ptychochromis oligacanthus
- Ptychochromis onilahy